# Karl Popperbrug
De Karl Popperbrug (brugnummer 305) is een vaste brug in Amsterdam Nieuw-West.
De betonnen brug verzorgt de verbinding tussen is het Koningin Wilhelminaplein en het zuidelijk deel van de Delflandlaan. Ze overspant de Slotervaart. De brug is een los onderdeel van de schutsluis Westlandgrachtschutsluis. De brug werd aangelegd bij de stadsuitbreiding begin jaren zestig, de bouwtekeningen dateren uit 1959. De brug is ontworpen in de stijl nieuwe bouwen door Dick Slebos van Publieke Werken en werd in juli 1963 opgeleverd. Op de brugvleugels zijn aan de zijde van de Slotervaart terrassen gebouwd. Bij de brug en de sluis zijn kops geplaatste bakstenen toegepast, waarbij de bakstenen de verhouding 2 (lengte) x 1 (breedte) x 1 (hoogte) hebben; een gelijkenis met brug 773 verder naar het westen over de Slotervaart gelegen. Dicht bij de brug staan huisjes; het zijn voormalige sluiswachterhuisjes van de schutsluis en onderdeel van het Gemaal Delflandlaan. De brug heeft geen brugwachtershuisjes nodig; ze is “vast”.
De brug is sinds 2008 gemeentelijke monument. 
In 2016 werd naar aanleiding van een oproep van de gemeente Amsterdam de brug vernoemd naar filosoof Karl Popper.

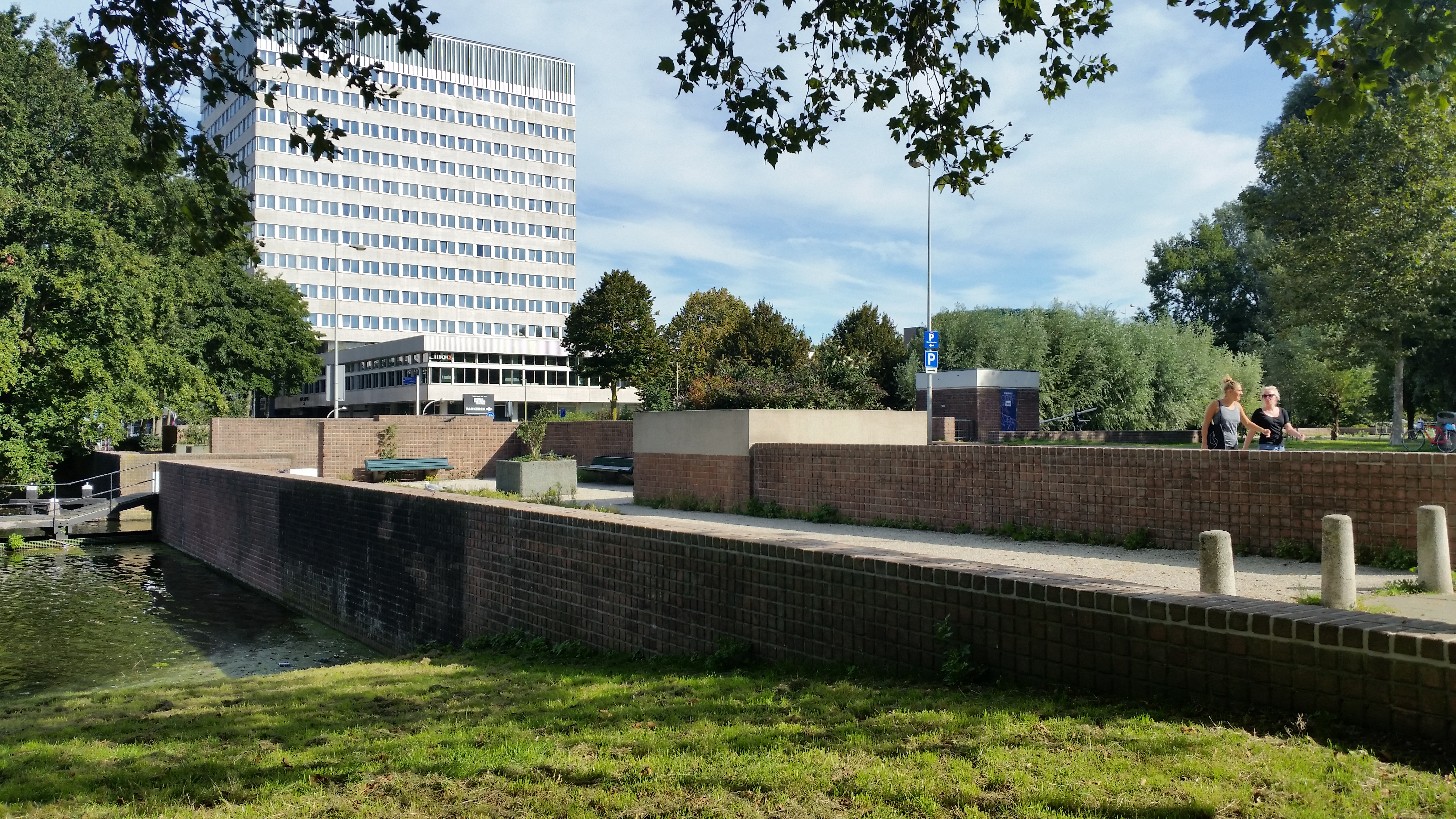
Terras bij Karl Popperbrug (september 2019)

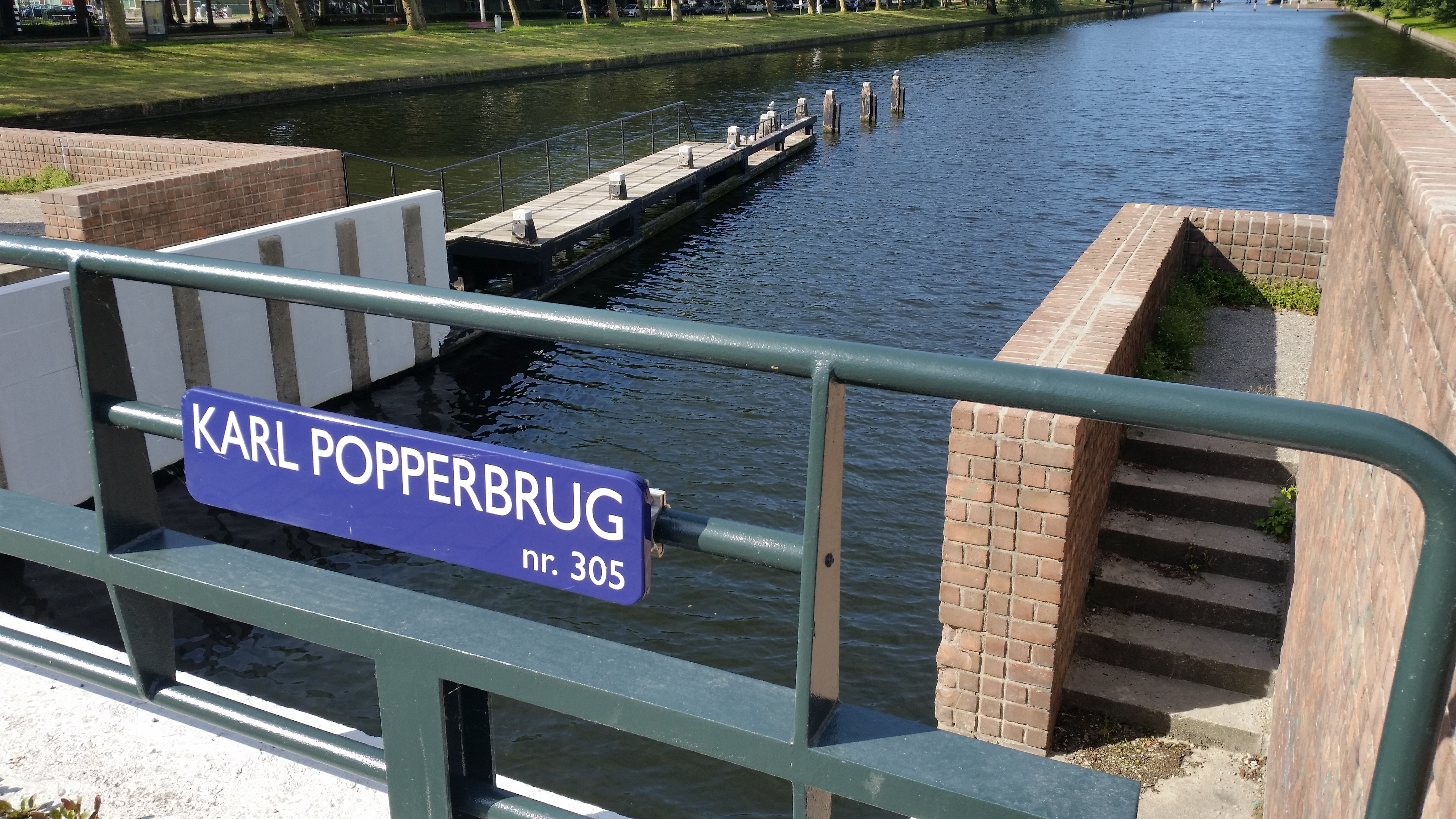
Naambord voor brug en steiger/remmingswerk (september 2019)

<<< · 300 · 301 · 302 · 303 · 304 · 305 · 306 · 307 · 308 · 309 · 310 · 311 · 312 · 313 · 314 · 315 · 316 · 317 · 318 · 320 · 321 · 322 · 323 · 324 · 325 · 327 · 328 · 330 · 331 · 332 · 333 · 334 · 335 · 336 · 337 · 338 · 339 · 340 · 341 · 342 · 343 · 344 · 345 · 346 · 347 · 348 · 349 · 350 · 351 · 352 · 353 · 354 · 355 · 356 · 357 · 358 · 359 · 360 · 361 · 362 · 363 · 364 · 365 · 366 · 367 · 368 · 371 · 372 · 373 · 374 · 375 · 376 · 377 · 378 · 379 · 380 · 381 · 382 · 383 · 385 · 386 · 387 · 388 · 389 · 390 · 391 · 392 · 393 · 394 · 395 · 396 · 397 · 398 · 399 · >>>
Brugnummers 319, 326, 329 (tijdelijke duiker in de Ringspoordijk), 369, 370, 384 zijn niet (meer) vergeven.